# Trachypithecus obscurus seimundi
O Trachypithecus obscurus seimundi é uma das 7 subespécies de Trachypithecus obscurus.

## Estado de conservação
Esta subespécie encontra-se na lista vermelha da IUCN como vulnerável, pois embora a sua população esteja estável e não haja grandes ameaças às populações, esta subespécie encontra-se em áreas muito restritas da ilha Pangan.